# Hjärtum
Hjärtum is een plaats in de gemeente Lilla Edet in het landschap Bohuslän en de provincie Västra Götalands län in Zweden. De plaats heeft 384 inwoners (2005) en een oppervlakte van 49 hectare.